# Pierre Blanchar
Pierre Blanchar (Philippeville, 30 giugno 1892 – Suresnes, 21 novembre 1963) è stato un attore e regista francese.

## Biografia
Valente interprete di teatro (all'Odéon dal 1939 al 1946), fu anche uno degli attori di primo piano del cinema e del naturalismo francese, soprattutto negli anni trenta. Tentò, con minor fortuna, pure la regia.
Frequentò il conservatorio d'arte drammatica di Parigi, prima di intraprendere nel 1919 la carriera teatrale e nel 1921 quella cinematografica.
Dotato di una maschera severa e tormentata, Blanchar si distinse per la sua interpretazione sobria, essenziale, intensa, di personaggi che spesso erano di derivazione letteraria.
Il suo primo successo cinematografico fu L'Atlantide (1932) di Georg Wilhelm Pabst. Con Delitto e castigo (1935), diretto da Pierre Chenal, ottenne la coppa Volpi al Festival di Venezia per la sua interpretazione di Raskolnikov.
Altri suoi film di rilievo sono Carnet di ballo (1937) di Julien Duvivier, Il fu Mattia Pascal (1937), dal romanzo di Pirandello, e Sinfonia pastorale (1946) di Jean Delannoy, dal racconto di André Gide.
Blanchar è sepolto nel piccolo cimitero di Parigi di Charonne.
L'attrice Dominique Blanchar (L'avventura, La dolce vita) è sua figlia, nata dal suo matrimonio con l'attrice Marthe Vinot.

## Filmografia parziale
- Nel turbine imperiale (Diane - Die Geschichte einer Pariserin), regia di Erich Waschneck (1929)
- L'Atlantide, regia di Georg Wilhelm Pabst (1932)
- L'uomo senza tramonto (Cette vieille canaille), regia di Anatole Litvak (1933)
- Zero in condotta (Zéro de conduite: Jeunes diables au collège), regia di Jean Vigo (1933)
- Le Diable en bouteille, regia di Heinz Hilpert, Reinhart Steinbicker e (supervisore) Raoul Ploquin (1935)
- Delitto e castigo (Crime et châtiment), regia di Pierre Chenal (1935)
- Il fu Mattia Pascal (L'homme de nulle part), regia di Pierre Chenal (1937)
- Salonicco, nido di spie (Mademoiselle Docteur), regia di Georg Wilhelm Pabst (1937)
- Carnet di ballo (Un Carnet de bal), regia di Julien Duvivier (1937)
- Sinfonia pastorale (La symphonie pastorale), regia di Jean Delannoy (1946)
- Rififi fra le donne (Du rififi chez les femmes), regia di Alex Joffé (1959)
- Katia, regina senza corona (Katia), regia di Robert Siodmak (1959)
- Hitler non è morto (Le Monocle noir), regia di Georges Lautner (1961)

## Premi e riconoscimenti

### Festival del cinema di Venezia
- 1935: - Medaglia d'oro per Delitto e castigo (Crime et châtiment)